# تحليل البقاء

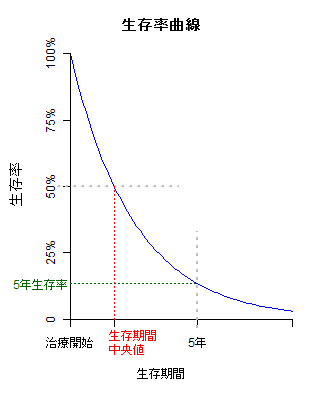

تحليل البقاء هو فرع من الإحصائيات لتحليل المدة الزمنية المتوقعة حتى حدوث حدث أو أكثر، مثل الموت في الكائنات الحية والفشل في الأنظمة الميكانيكية. يسمى هذا الموضوع نظرية الموثوقية أو تحليل الموثوقية في الهندسة، وتحليل المدة أو نمذجة المدة في الاقتصاد، وتحليل تاريخ الأحداث في علم الاجتماع. يحاول تحليل البقاء الإجابة على أسئلة معينة، مثل ما هي نسبة السكان الذين سيبقون على قيد الحياة بعد وقت معين؟ من بين الذين بقوا على قيد الحياة، بأي معدل سيموتون أو يفشلون؟ هل يمكن مراعاة أسباب متعددة للوفاة أو الفشل؟ كيف ظروف أو خصائص معينة تزيد أو تقلل من احتمال البقاء على قيد الحياة؟
للإجابة على مثل هذه الأسئلة، من الضروري تحديد «مدى الحياة». في حالة البقاء البيولوجي، يكون الموت واضحًا، ولكن من أجل الموثوقية الميكانيكية، قد لا يكون الفشل محددًا جيدًا، لأنه قد يكون هناك أنظمة ميكانيكية يكون فيها الفشل جزئيًا، أو مسألة درجة، أو غير موضعية في الوقت المناسب. حتى في المشكلات البيولوجية، قد يكون لبعض الأحداث (على سبيل المثال، النوبة القلبية أو فشل عضو آخر) نفس الغموض. تفترض النظرية الموضحة أدناه أحداثًا محددة جيدًا في أوقات محددة؛ يمكن معالجة الحالات الأخرى بشكل أفضل من خلال النماذج التي تفسر صراحة الأحداث الغامضة.
بشكل عام، يتضمن تحليل البقاء نمذجة بيانات الوقت للحدث؛ في هذا السياق، يعتبر الموت أو الفشل «حدثًا» في أدبيات تحليل البقاء. عادةً ما يحدث حدث واحد فقط لكل موضوع، وبعد ذلك يموت الكائن الحي أو الآلية أو ينكسر. الحدث المتكرر أو نماذج الأحداث المتكررة تخفف من هذا الافتراض. تعتبر دراسة الأحداث المتكررة ذات صلة بموثوقية الأنظمة، وفي العديد من مجالات العلوم الاجتماعية والبحث الطبي.